# 隆陂水库
隆陂水库是中国福建省三明市宁化县石壁镇境内的一座水库，位于西溪支流上，建于1971年。水库正常库容为1285万立方米，集雨面积为31平方千米，海拔为416米。